# Hermann Nollau
Hermann Nollau (* 13. Dezember 1878 in Königswinter; † 19. August 1969 in Kassel) war ein deutscher Verwaltungsjurist. Er war Direktor der Kunstakademien in Königsberg und Kassel.

## Leben
Nollau entstammte einer Familie, die seit dem 17. Jahrhundert in Sachsen (Meißen) und Schlesien, später auch in Westpreußen beheimatet war und Juristen und Offiziere hervorbrachte. Als sechstes Kind seiner Eltern besuchte Nollau das Kgl. Gymnasium Bonn. Ab 1897 studierte er vier Semester Kunstgeschichte und Germanistik an der Universität München, der Universität Berlin und der Universität Bonn. Es folgten vier Semester Rechts- und Staatswissenschaften und Geschichte an den Universitäten Freiburg, München und Bonn. 1901/02 bereiste er Italien, die Schweiz und Frankreich. Danach setzte er das rechtswissenschaftliche Studium in Leipzig und Bonn fort. Am 23. Mai 1903 bestand er in Köln die erste Staatsprüfung (gut). Das Referendariat begann er am Amtsgericht in Eitorf und am Landgericht Bonn fort. Am 23. Juli 1904 wurde er in Bonn zum Dr. iur. promoviert. Von Februar bis Juni 1905 war er bei der Staatsanwaltschaft Bonn, danach als Regierungsreferendar bei der Regierung in Breslau. Am 23. November 1907 bestand er die Große Juristische Staatsprüfung (ausreichend). Seine Zeit als Regierungsassessor begann er am 3. Januar 1908 beim Polizeipräsidenten von Aachen. Für dessen Amt veröffentlichte er 1910 eine kleine Behördengeschichte. Seit 1913 beim Regierungsbezirk Stade, wurde als Hilfsarbeiter beim Landratsamt Verden eingesetzt. Er kam 1914 zum Regierungsbezirk Köslin und wurde dort dem Oberversicherungsamt zugeordnet. Bei Kriegsende 1918 war er noch Regierungsrat in Köslin. Im Staatshandbuch von 1922 wird er als Oberregierungsrat beim Oberpräsidenten der Rheinprovinz in Koblenz aufgeführt.

### Königsberg
Bald danach wurde er zum Oberpräsidenten in Ostpreußen versetzt. Dort hatte er entsprechend seinen kulturgeschichtlichen Neigungen dienstlich mit der Kunstakademie Königsberg zu tun. An dieser gab es in diesen Jahren unüberbrückbare Gegensätze zwischen dem Akademiedirektor Wilhelm Thiele und den dortigen Professoren und Studenten. Deshalb verließ Thiele Königsberg Ende 1924. Daraufhin übertrug der (preußische) Minister für Wissenschaft, Kunst und Volksbildung die Direktorenstelle Nollau. Er sollte die 1921 begonnene Reform der Künstlerausbildung fortsetzen. Seit 1925/26 war Nollau auch Vorsitzender des Künstlerischen Beirats der Landesgruppe Ostpreußen der Deutschen Akademie. Mit dieser sollte die nationale Bedeutung der Kunstförderung in der vom übrigen Reichsgebiet abgeschnittenen Provinz Ostpreußen herausgestellt werden. Nollau gelang es, das Wirken der Akademie in ruhigere Bahnen zu lenken. Durch Ausstellungen und andere öffentlichkeitswirksame Veranstaltungen wurde dies in Königsberg wahrgenommen, was sich durch wiederholte längere Artikel in den Königsberger Zeitungen zeigte. Als besonderes Ereignis hat Nollau bei der Deutschen Kunstgemeinschaft die Ausstellung mit dem Titel „Ostpreußenkunst 1927“ im Berliner Stadtschloss angeregt, deren Eröffnungsvortrag der seit Jahrzehnten in Königsberg tätige Heinrich Wolff hielt. Zu Nollau Aufbauwerk gehörte auch die Berufung neuer Professoren wie Fritz Burmann und Alfred Partikel. Bevorzugt wurde die Stilrichtung der Neuen Sachlichkeit. Enge Beziehungen bestanden auch zur Künstlerkolonie Nidden. Nollaus Werk und die ministeriellen Absichten wurden durch die Notverordnung vom 23. Dezember 1931 zunichtegemacht, als der Finanzminister Otto Klepper die Auflösung der Königsberger und der Breslau Kunstakademie zum 1. April 1932 durchsetzte. obwohl zahlreiche Proteste vom Reichspräsidenten über den Provinziallandtag bis zu den Fachverbänden dies zu verhindern suchten, indem sie auf den kulturpolitischen Schaden für die Ostgebiete des Deutschen Reiches hinwiesen. Als Beamter im Wartestand hat N. eine „Rumpfakademie“ mit einigen Meisterateliers noch bis August 1932 weitergeführt. In einem Schreiben an den Reichskommissar für Ostpreußen vom 23. August 1932 bat Nollau für den Fall, dass die Akademie nicht am folgenden Monatsanfang wiedereröffnet würde, um eine seinen beamtenrechtlichen Ansprüchen entsprechende Weiterbeschäftigung im Staatsdienst.
Nollau trat zum 1. Mai 1933 der Nationalsozialistische Deutsche Arbeiterpartei bei (Mitgliedsnummer 2.306.942), er war Förderndes Mitglied der SS und gehörte dem NSFK, der NSV und dem Reichsbund der deutschen Beamten an.

### Kassel
Ohne abzuwarten, dass nach Einschaltung des Reichspräsidenten und des Preußischen Ministerpräsidenten die Königsberger Akademie mit einem neuen ehrenamtlichen Direktor (Kurt Frick) und immerhin fünf Meisterateliers seit dem 1. April 1933 weitergeführt werden konnte, wurde Nollau am 10. Oktober 1933 zum Oberpräsidenten von Hessen-Nassau in Kassel versetzt. Dort war er Dezernent in der I. Abteilung, zugleich unter Beibehaltung dieser Funktion zum Direktor i. e. R., laut Staatshandbuch seit 1938 Direktor z. D., der Kunstakademie Kassel berufen worden; denn nach der Schließung infolge der Finanzkrise von 1931/32 wurde auch in dieser Akademie weitergearbeitet. Seit 1939 war er außerdem Staatskommissar für das Ritterschaftliche Stift Kaufungen. Die Zerstörung der Hessischen Landesbibliothek Kassel (1942) veranlasste Nollau sich namens des Oberpräsidenten an den Reichsminister für Wissenschaft, Erziehung und Volksbildung zu wenden. Ein Runderlass des Reichsfinanz- und des Reichsinnenministers hatte ihn nämlich (erfolglos) angeregt, die Verluste der Landesbibliothek durch Bücher aus dem Besitz von Finanzämtern auszugleichen. Ob er an die Arbeit der Reichstauschstelle im Reichsministerium des Innern dachte, die zu ähnlichen Zwecken Bücher aus „Feindbesitz“ ankaufte, ist unbekannt. Für seinen Einsatz beim Luftangriff auf Kassel am 22. Oktober 1943 wurde er mit dem Kriegsverdienstkreuz 2. Klasse ausgezeichnet. Seine eigene Wohnung wurde am 2. Januar 1945 zerstört. Da der Kustos für die Staatlichen Kunstsammlungen zum Volkssturm einberufen war, wurden Nollau zum 1. Februar 1945 zusätzlich die Geschäfte eines Direktors dieser Sammlungen übertragen. Nach Kriegsende wurde er auf Weisung der US-amerikanischen Militärregierung zum 9. August 1945 vom Dienst beurlaubt und zum 17. August entlassen. Als Ruheständler in Groß-Hessen erhielt er den Unterhaltsbeitrag für entlassene Beamte. Er lebte noch 24 Jahre in Kassel.

## Werke
- Volkskönig. Drei deutsche Volksmärchen. Leipzig 1900.
- Pompejanische Religionen. Leipzig 1901.
- Nachrichten über das Geschlecht Nollau 1607-1905, Bonn 1905
- Die Entwicklung der Königlich Preußischen Polizei-Behörde zu Aachen 1818-1910, Aachen 1910
- Staatsrechtliche Untersuchung über die möglichen Formen der Lösung der thüringischen Frage, Halle 1919
- Germanische Wiedererstehung. Ein Werk über die germanischen Grundlagen unserer Gesittung, hg. v. H. N., Heidelberg 1926
- Die Stellung der Kunstakademie in der Entwicklung der bildenden Kunst Ostpreußens. Ostmärkische Akademische Rundschau, Nr. 7, S.-S. 1931, Königsberg 21. Juli, S. 59–60, Porträt nach S. 62
- Erhaltet Ostpreußens Kunst! Um den Fortbestand der Königsberger Akademie. Deutsche Allgemeine Zeitung, Nr. 378, 13. VIII. 1932.